# Ramaria corrugata
Ramaria corrugata är en svampart som tillhör divisionen basidiesvampar, och som först beskrevs av Petter Adolf Karsten, och fick sitt nu gällande namn av Edwin Schild. Ramaria corrugata ingår i släktet Ramaria, och familjen Ramariaceae. Det är osäkert om arten förekommer i Sverige.